# Аксьонов Олександр Олександрович
Олекса́ндр Олекса́ндрович Аксьо́нов (нар. 7 січня 1994, Краматорськ, Україна) — український футболіст, центральний захисник.

## Життєпис
Олександр Аксьонов народився у Краматорську, що на Донеччині. Протягом 2007–2011 років захищав у змаганнях ДЮФЛ кольори донецького «Металурга». Після випуску з академії «Металурга» опинився у складі краматорського «Авангарда», однак жодного матчу за клуб так і не провів, задовольнившись перебуванням на лаві запасних. У першій половині 2012 року виступав за футбольний клуб «Ретро» (Ватутіне) у розіграші аматорського чемпіонату України.
У липні 2012 року опинився у клубній структурі сімферопольської «Таврії». Впевнена гра молодого захисника привернула увагу не лише тренерського штабу основної команди сімферопольців, у складі якої Аксьонов дебютував 15 вересня 2013 року у грі проти «Дніпра», а й наставника молодіжної збірної України, що запросив Олександра на тренувальні збори восени того ж року. Однак, після відставки з посади головного тренера клубу Янніса Христопулоса та приходу до «Таврії» Ніколая Костова, Аксьонов втратив місце у основі та майже не з'являвся на полі в другій половині сезону.
Після анексії Криму Росією та виходу «Таврії» з-під юрисдикції ФФУ перейшов до лав маріупольського «Іллічівця». Перший матч у Прем'єр-лізі в складі нового клубу провів 14 вересня 2014 року проти ужгородської «Говерли».
На початку 2015 року покинув маріупольський клуб і до кінця сезону грав у Другій лізі за «Шахтар-3», після чого команда була розформована.
6 жовтня 2016 року опинився в заявці київського «Арсенала».

## Статистика виступів
Статистичні дані наведено станом на 4 листопада 2015 року
| Сезон                | Команда              | Чемпіонат            | Чемпіонат | Чемпіонат | Кубок | Кубок | Кубок | Єврокубки | Єврокубки | Єврокубки | Інші кубки | Інші кубки | Інші кубки | Всього | Всього |
| Сезон                | Команда              | Змаг.                | Матчі     | Голи      | Змаг. | Матчі | Голи  | Змаг.     | Матчі     | Голи      | Змаг.      | Матчі      | Голи       | Матчі  | Голи   |
| -------------------- | -------------------- | -------------------- | --------- | --------- | ----- | ----- | ----- | --------- | --------- | --------- | ---------- | ---------- | ---------- | ------ | ------ |
| 2013—2014            | «Таврія»             | ПЛ                   | 11        | 0         | КУ    | 0     | 0     | —         | —         | —         | —          | —          | —          | 11     | 0      |
| Всього в «Таврії»    | Всього в «Таврії»    | Всього в «Таврії»    | 11        | 0         |       | 0     | 0     |           | 0         | 0         |            | 0          | 0          | 11     | 0      |
| 2014—2015            | «Іллічівець»         | ПЛ                   | 3         | 0         | КУ    | 3     | 0     | —         | —         | —         | —          | —          | —          | 6      | 0      |
| Всього в «Іллічівці» | Всього в «Іллічівці» | Всього в «Іллічівці» | 3         | 0         |       | 3     | 0     |           | 0         | 0         |            | 0          | 0          | 6      | 0      |
| 2014—2015            | «Шахтар-3»           | 2Л                   | 11        | 0         | КУ    | —     | —     | —         | —         | —         | —          | —          | —          | 11     | 0      |
| Всього в «Шахтарі-3» | Всього в «Шахтарі-3» | Всього в «Шахтарі-3» | 11        | 0         |       | 0     | 0     |           | 0         | 0         |            | 0          | 0          | 11     | 0      |
| 2015—2016            | «Авангард» К         | 1Л                   | 25        | 0         | КУ    | 2     | 0     | —         | —         | —         | —          | —          | —          | 27     | 0      |
| Всього в «Авангарді» | Всього в «Авангарді» | Всього в «Авангарді» | 25        | 0         |       | 2     | 0     |           | 0         | 0         |            | 0          | 0          | 27     | 0      |
| Всього за кар'єру    | Всього за кар'єру    | Всього за кар'єру    | 50        | 0         |       | 5     | 0     |           | 0         | 0         |            | 0          | 0          | 55     | 0      |